# 格里若 (加亚新镇)
格里若是葡萄牙波尔图区的一个堂区。总面积11.46平方公里，总人口10267人，人口密度895.9人/平方公里。